# Postlåda
Postlåda är en behållare för ankommande post, tidningar och masstrycksaker till en adressat. Förkortningen Pl  betyder postlåda och användes förr i adresser på landsbygden.

## Allmänt
För lantbrevbäring gäller särskilda regler om vilket avstånd från hushållet som postlådan kan/ska anbringas beroende på hur många adressater (permanent boende och/eller juridiska personer) som finns inom ett angivet avstånd. I områden med lantbrevbäring erbjuds så kallad "förlängd utdelning" för folkbokförda adressater, vilket innebär rätten att genom anslag i postlådan få lantbrevbäraren att åka till adressatens entré för att utföra särskilda ärenden (till exempel inlämning av paket, uttag av pengar och inköp av frimärken).
På senare år har ett helt nytt slag av postlådor monterats utomhus, vilka är konstruerade med låsanordning i syfte att försvåra för utomstående att ta adressatens postförsändelser.

## Riktlinjer och rekommendationer
Posten, Bring Citymail, Fria Postoperatörers Förbund, Tidningsutgivarna och de fackliga organisationerna har gemensamma riktlinjer för hur en postlåda ska vara utformad och hur den ska placeras:
- En postlåda ska klara en försändelse med måtten 80 × 250 × 350 mm.[1]
- Avståndet från marken till inkastet ska vara en meter (90–110 cm).[1]
- Försändelser ska kunna stoppas i rakt uppifrån, rakt framifrån eller däremellan.[1]
- Utdelning ska kunna göras med en hand.[1]
- Luckan på en frontmatad låda ska öppnas inåt eller utåt. Locket på en toppmatad låda ska öppnas framifrån.[1]
- Försändelsen ska själv falla på plats utan att man behöver stoppa i fingrar i lådan. Lådan ska inte ha några vassa delar.[1]
- Fästanordningen får inte sticka ut på insidan och skruvar ska inte kunna lossna.[1]

### Kvalitet
- Postlådan ska tåla yttre påverkan, väder och hålla i 6–8 år, plastlådor ska klara slagprov vid -20 °C i 24 timmar.[1]
- Fästanordningen ska klara en belastning på 100 Newton utan att deformeras mer än 10 mm.[1]

### Säkerhetsklasser
- Lådor i säkerhetsklass 1 ska ha ett lås med minst 200 nyckelkombinationer och vara försedd med så kallat fiskningsskydd.[1]
- Lådor i säkerhetsklass 2 ska ha ett lås med minst 500 nyckelkombinationer, vara försedd med så kallat fiskningsskydd och klara ett inbrottsförsök med skruvmejsel.[1]

## Bildgalleri, internationella exempel

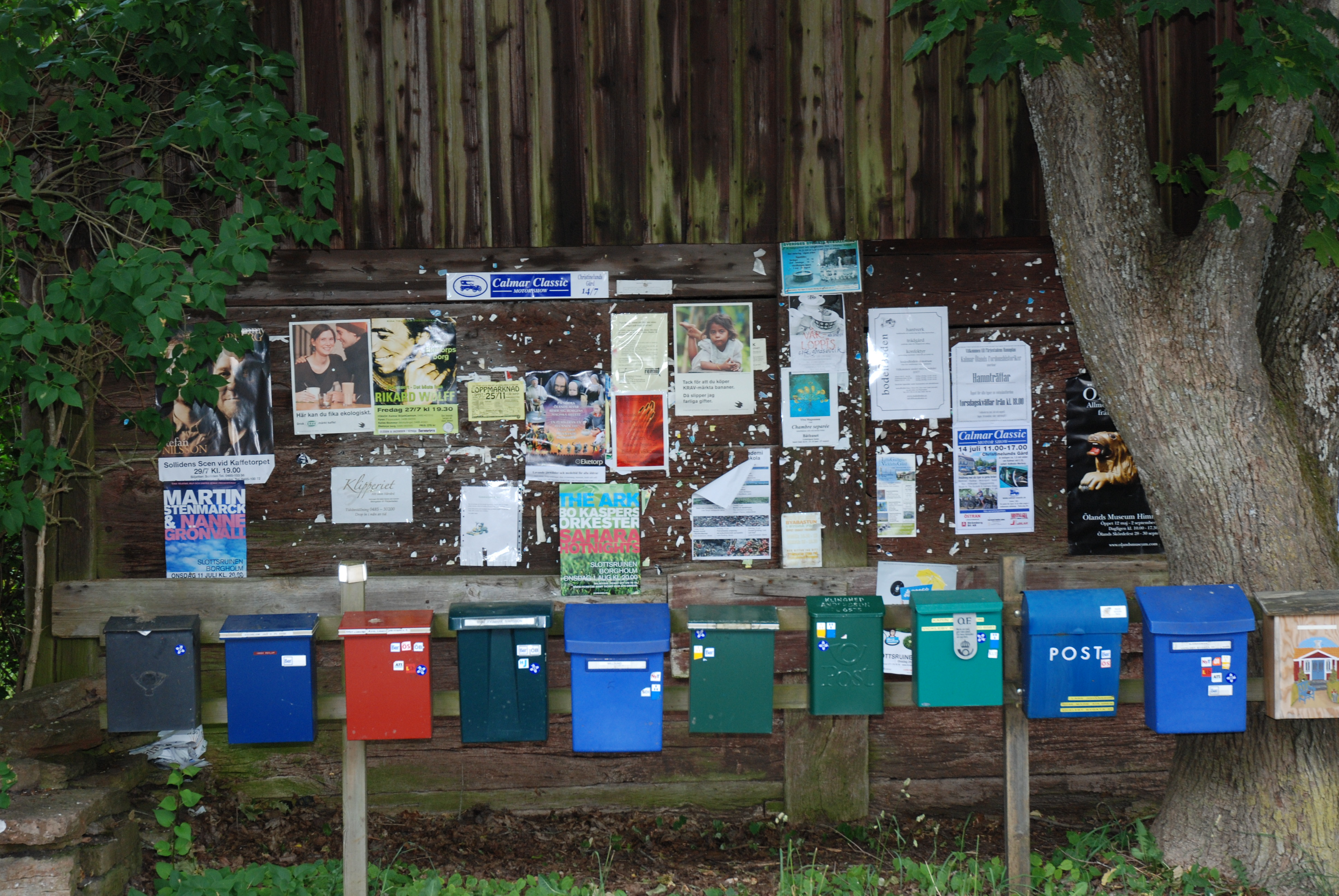
Postlådor i Vickleby på Öland.
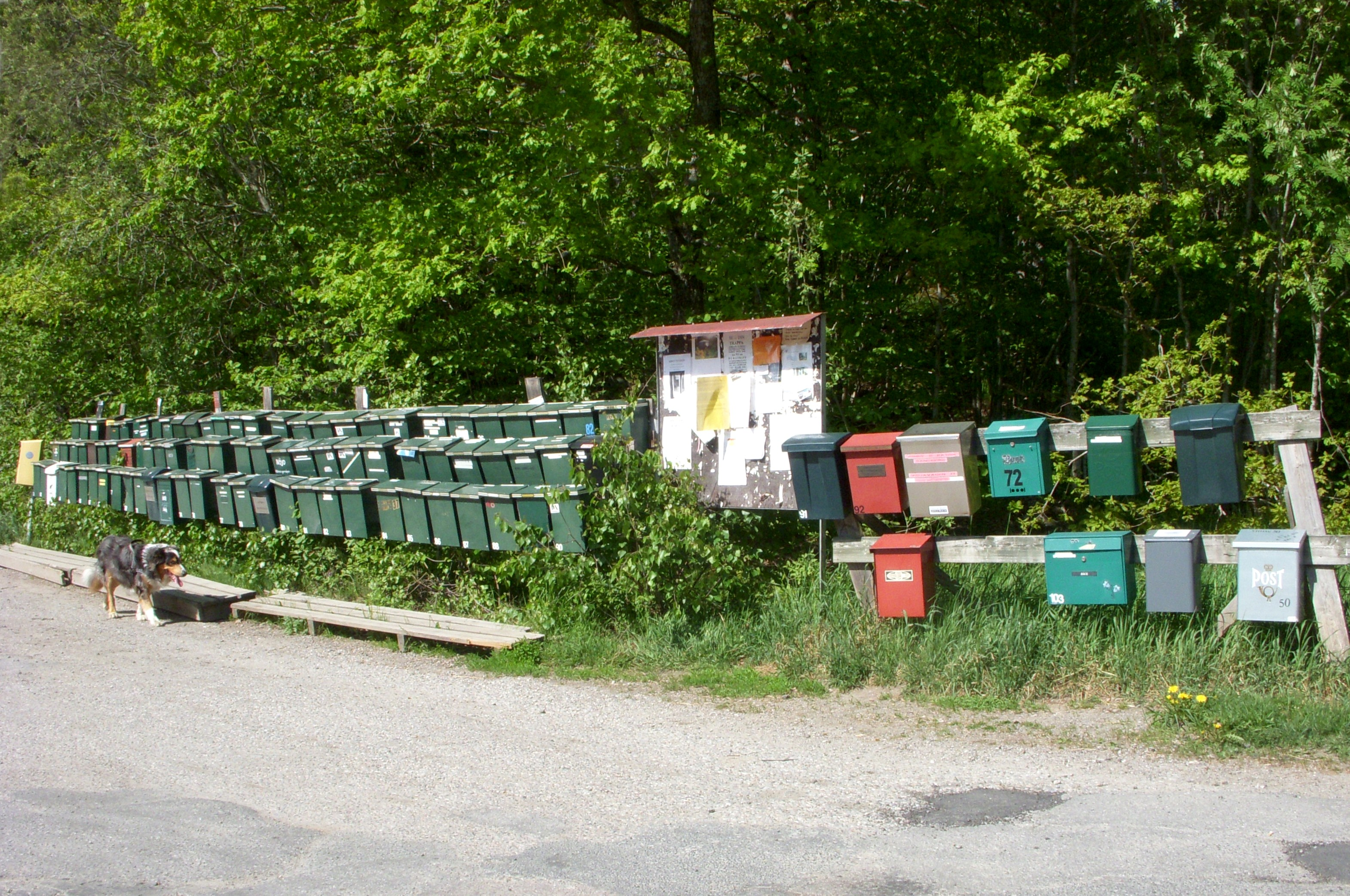
Postlådor i Vidja, Huddinge kommun.
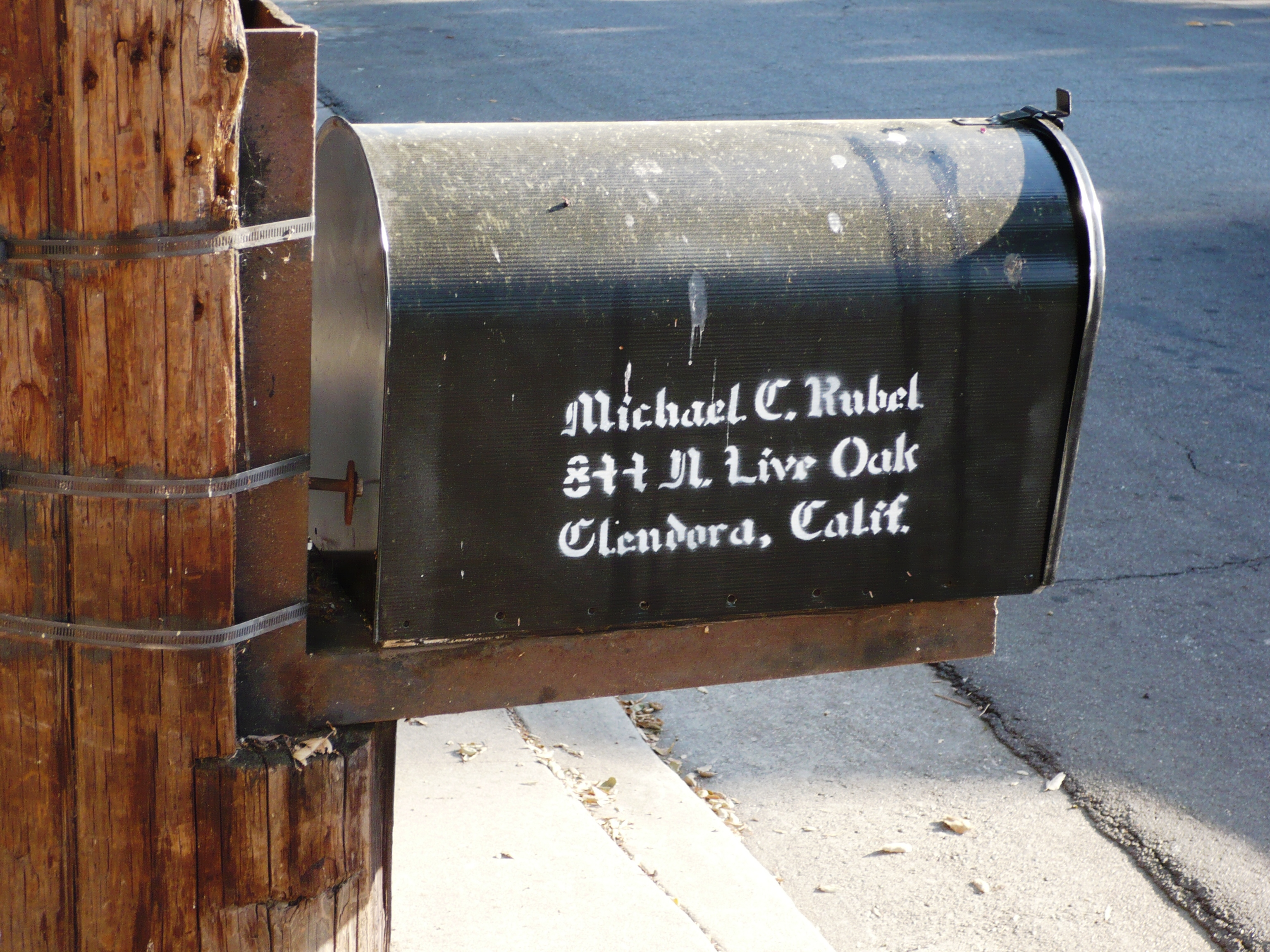
Mailbox i USA.
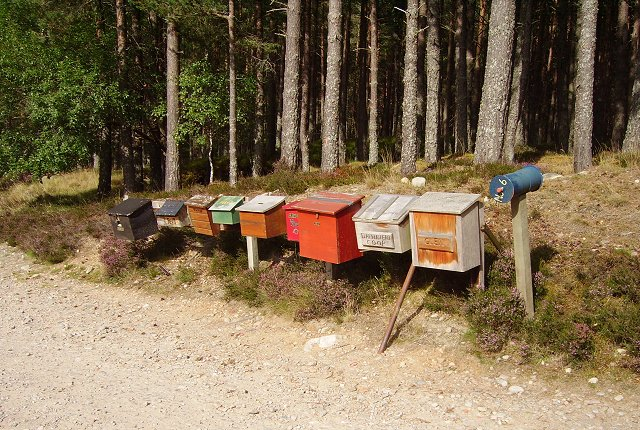
Postlådor i Skottland.
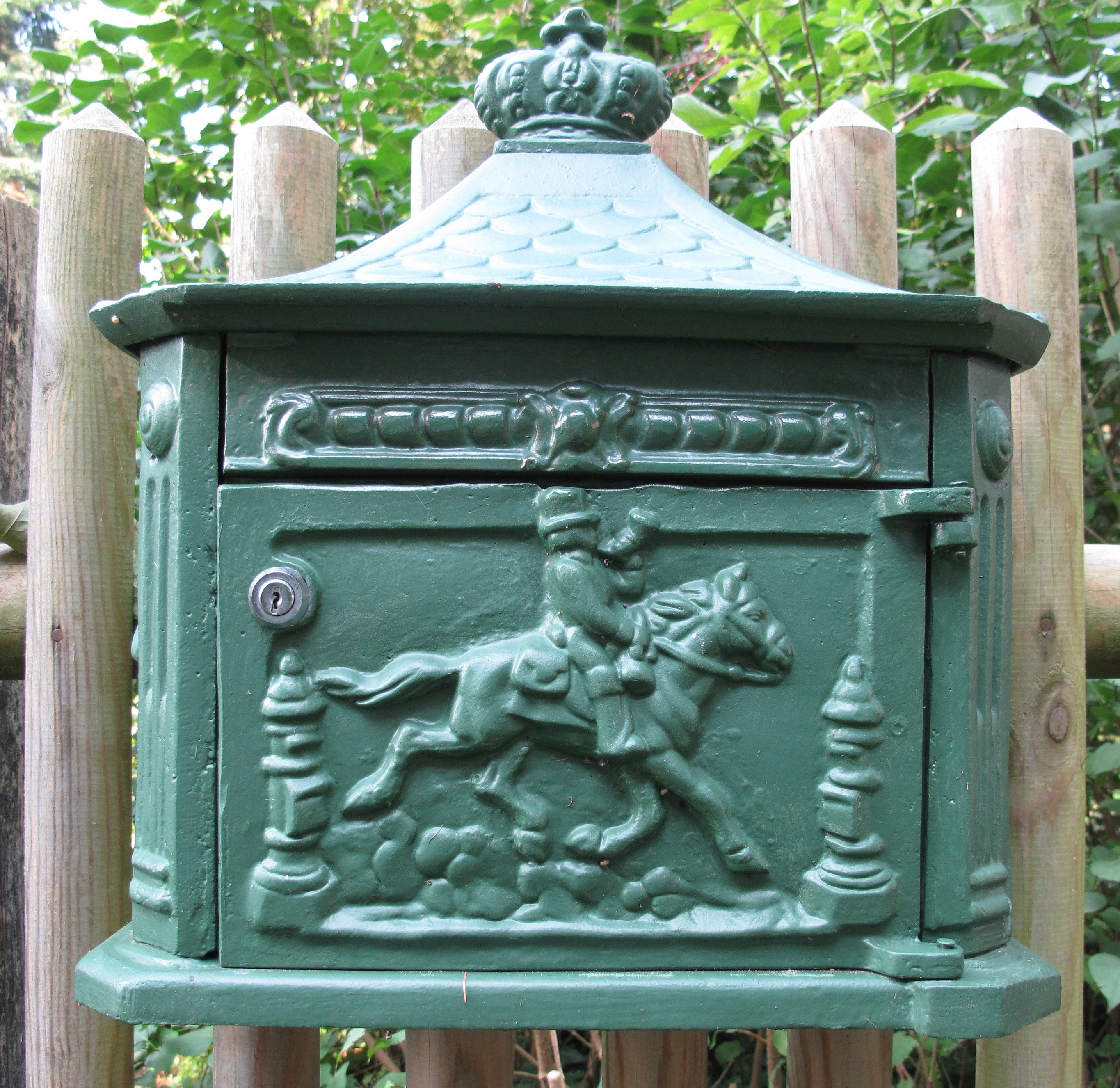
Postkasten i Tyskland.
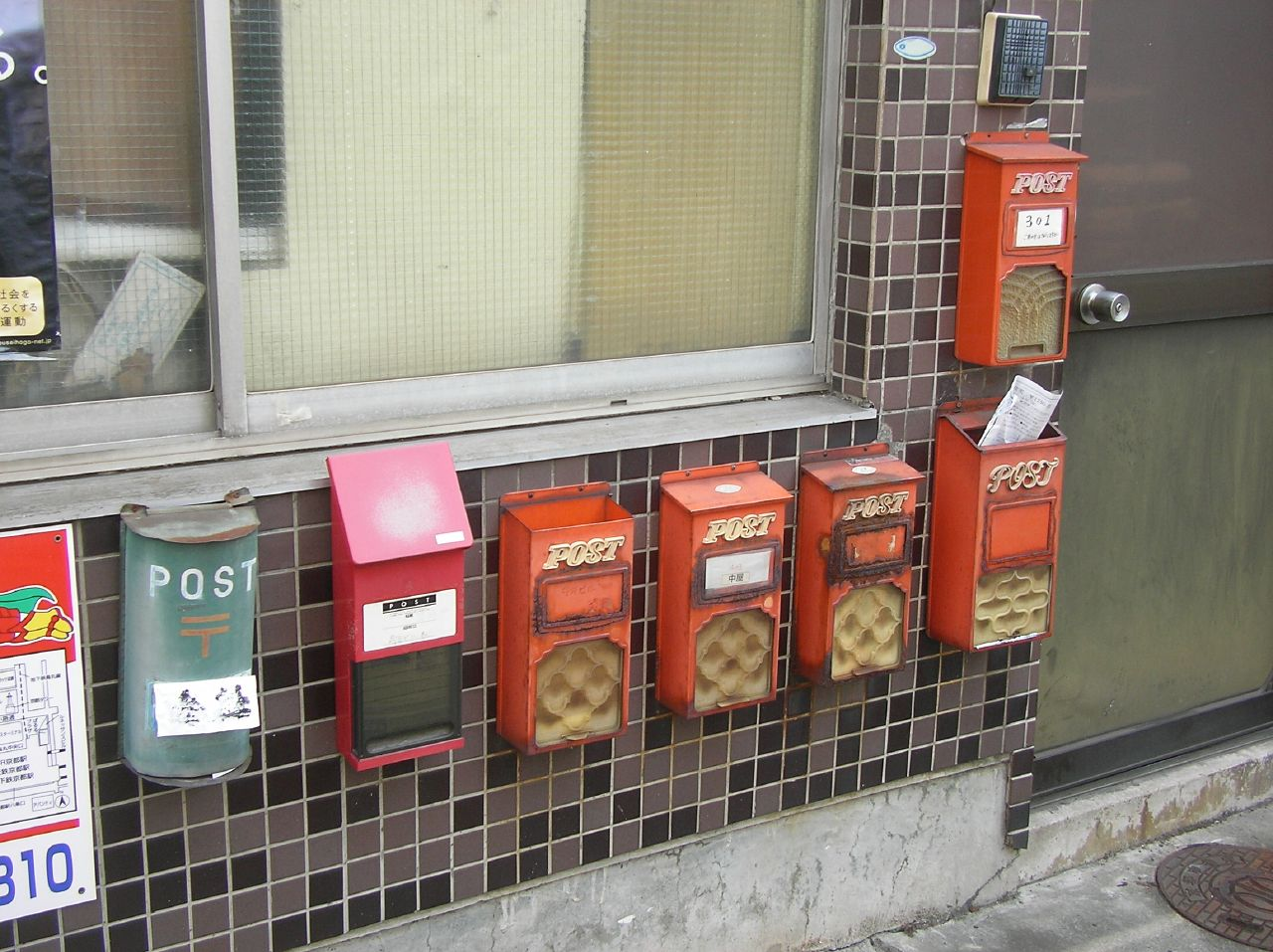
Postlådor i Japan.
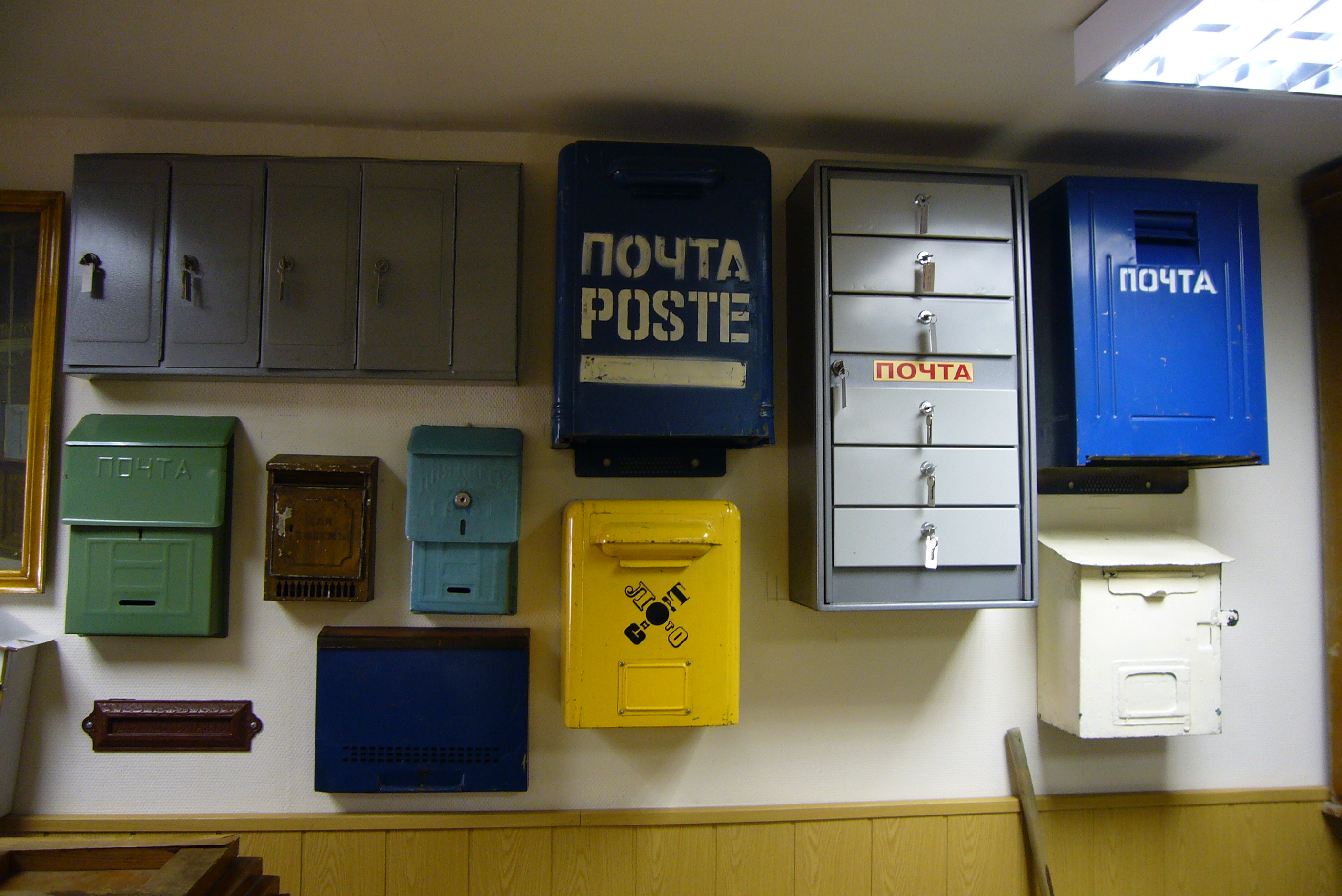
Några postlådor i postmuseum Moskva.
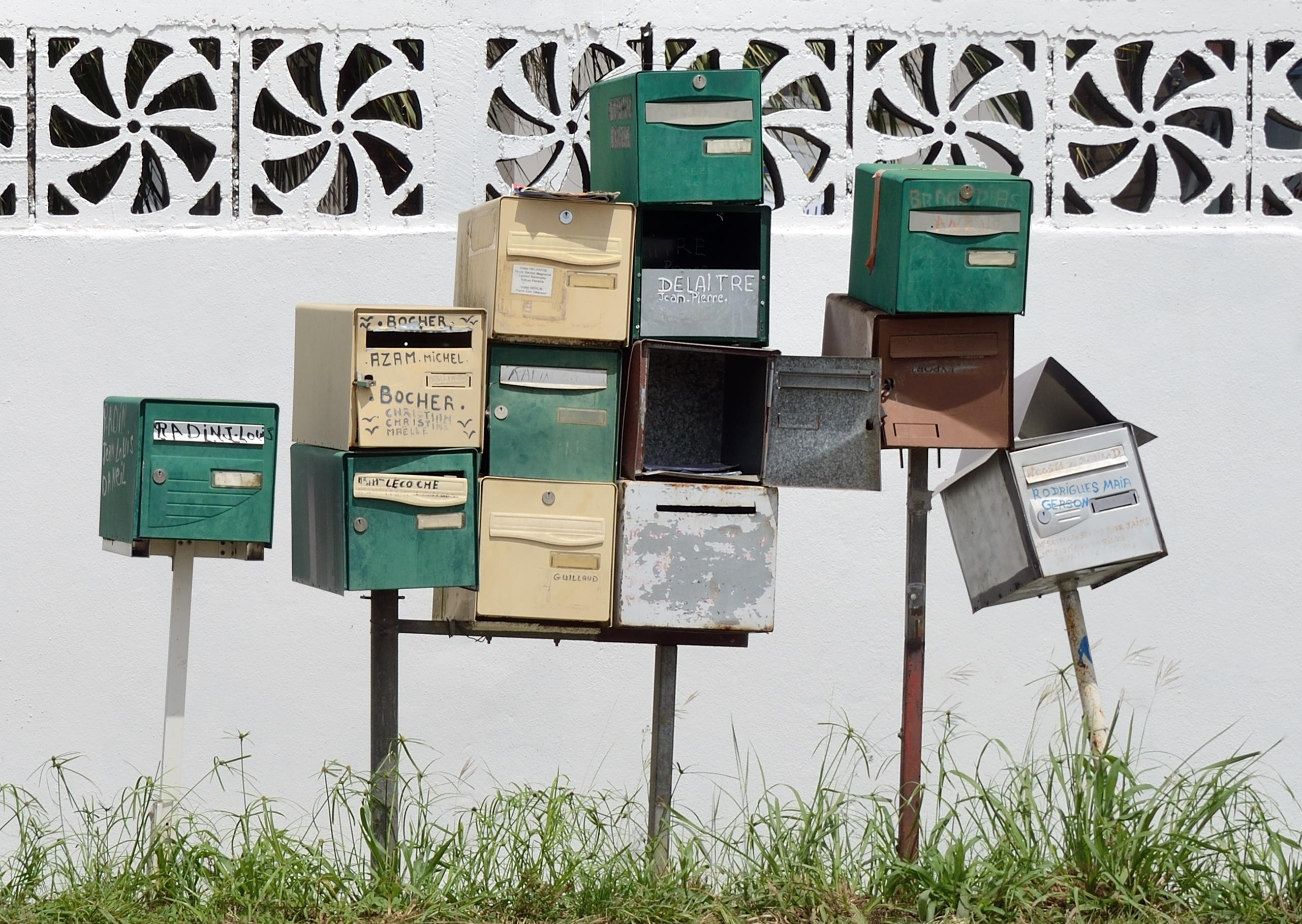
Postlådor i Franska Guyana.